# Grodzisko (powiat wieluński)
Grodzisko – osada w Polsce położona w województwie łódzkim, w powiecie wieluńskim, w gminie Wieluń.
W latach 1975–1998 kolonia administracyjnie należała do województwa sieradzkiego.